# Episodi di Missione impossibile (quinta stagione)
La quinta stagione della serie televisiva Missione impossibile è stata trasmessa negli Stati Uniti dalla CBS dal 19 settembre 1970 al 17 marzo 1971.
| nº | Titolo originale    | Titolo italiano        | Prima TV USA      | Prima TV Italia |
| -- | ------------------- | ---------------------- | ----------------- | --------------- |
| 1  | The Killer          | Il killer              | 19 settembre 1970 |                 |
| 2  | Flip Side           | La morte in pillole    | 26 settembre 1970 |                 |
| 3  | The Innocent        | L'innocente            | 3 ottobre 1970    |                 |
| 4  | The Homecoming      | Ritorno a casa         | 10 ottobre 1970   |                 |
| 5  | The Flight          | Esplosione             | 17 ottobre 1970   |                 |
| 6  | My Friend, My Enemy | Amico mio, nemico mio  | 25 ottobre 1970   |                 |
| 7  | The Butterfly       | Butterfly              | 31 ottobre 1970   |                 |
| 8  | Decoy               | La rete del ragno      | 7 novembre 1970   |                 |
| 9  | The Amateur         | Il dilettante          | 14 novembre 1970  |                 |
| 10 | Hunted              | Caccia all'uomo        | 21 novembre 1970  |                 |
| 11 | The Rebel           | La statua di cera      | 28 novembre 1970  |                 |
| 12 | Squeeze Play        | L'ultima carta         | 12 dicembre 1970  |                 |
| 13 | The Hostage         | L'ostaggio             | 19 dicembre 1970  |                 |
| 14 | The Takeover        | Il candidato           | 2 gennaio 1971    |                 |
| 15 | Cat's Paw           | Chi la fa l'aspetti    | 9 gennaio 1971    |                 |
| 16 | The Missile         | Il missile             | 16 gennaio 1971   |                 |
| 17 | The Field           | Campo minato           | 23 gennaio 1971   |                 |
| 18 | The Blast           | L'esplosione           | 30 gennaio 1971   |                 |
| 19 | The Catafalque      |                        | 6 febbraio 1971   |                 |
| 20 | Kitara              | Kitara                 | 20 febbraio 1971  |                 |
| 21 | A Ghost Story       | Ballata macabra        | 27 febbraio 1971  |                 |
| 22 | The Party           | Il party               | 6 marzo 1971      |                 |
| 23 | The Merchant        | Il mercante di cannoni | 17 marzo 1971     |                 |